# Дерменино
Дерменино — деревня в Пошехонском районе Ярославской области России. Входит в состав Пригородного сельского поселения.

## География

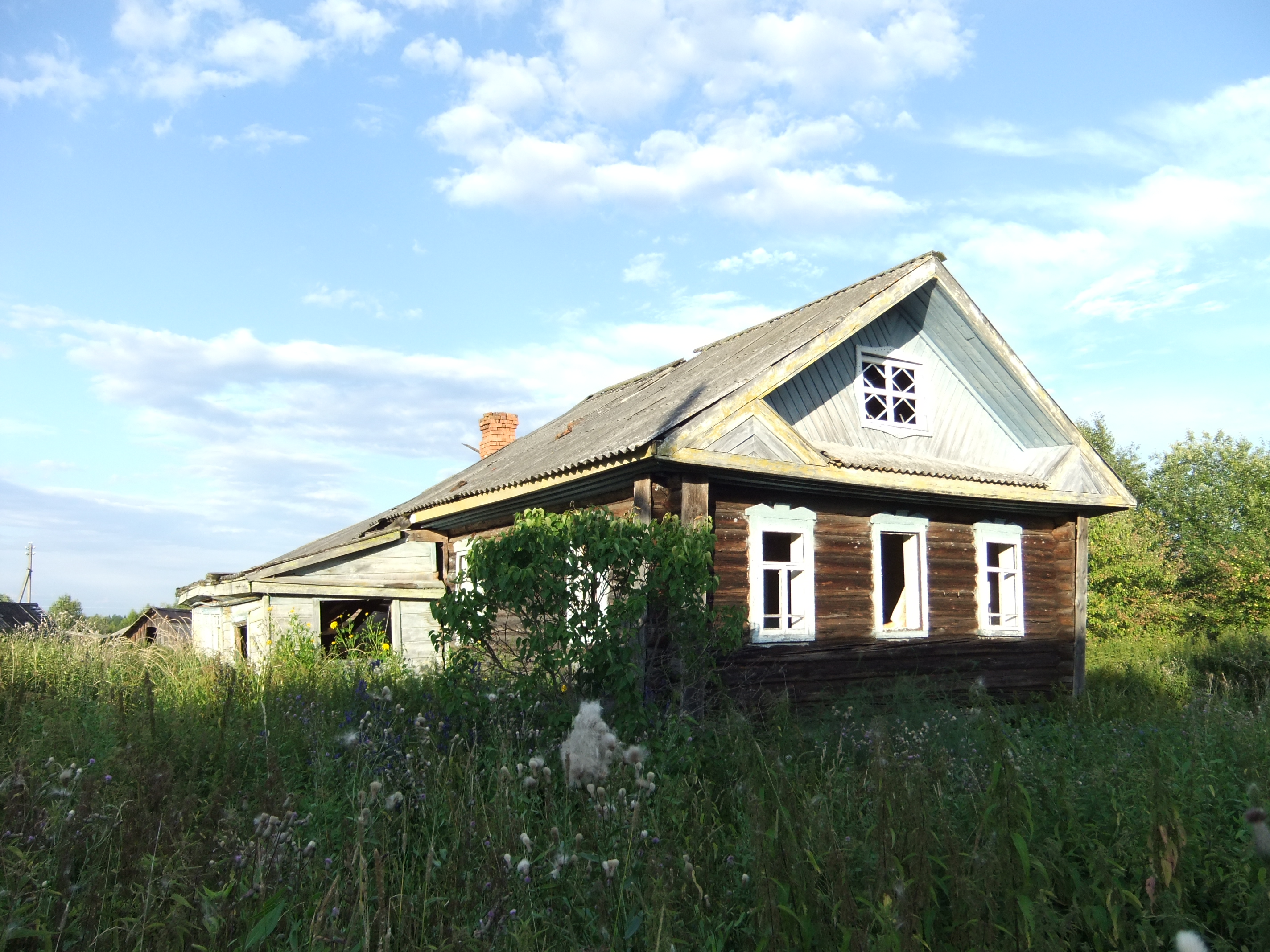
Заброшенный дом в деревне

Деревня находится в северной части области, в подзоне южной тайги, к востоку от реки Кисома Вольная, на расстоянии примерно 40 километров (по прямой) к северо-северо-востоку от города Пошехонье, административного центра района.

### Климат
Климат характеризуется как умеренно континентальный, с продолжительной холодной зимой и коротким умеренно тёплым летом. Среднегодовая температура воздуха — +2,9…+3,5 °C. Годовое количество атмосферных осадков — 500—750 мм, из которых большая часть выпадает в тёплый период. Преобладающее направление ветра юго-западное.

### Часовой пояс
Дерменино, как и вся Ярославская область, находится в часовой зоне МСК (московское время). Смещение применяемого времени относительно UTC составляет +3:00.

## История
Каменная церковь с колокольней и оградой в селе построена в 1812 году на средства прихожан. Престолов в ней было три: в настоящей холодной - Богоявления Господня, в теплом приделе по правую сторону Рождества Пресвятой Богородицы, по левую - во имя свят. Филиппа митрополита московского и всея России чудотворца. 
В конце XIX — начале XX века село входило в состав Софроновской волости Пошехонского уезда Ярославской губернии.
С 1929 года село входило в состав Васильевского сельсовета Пошехонского района, в 1946 — 1957 годах в составе Владыченского района, с 2005 года — в составе Пригородного сельского поселения.

## Население
| 1859 | 2002 | 2007 | 2010 |
| ---- | ---- | ---- | ---- |
| 107  | ↘5   | ↘0   | →0   |

### Национальный состав
Согласно результатам переписи 2002 года, в национальной структуре населения русские составляли 100 % из 5 чел.

## Достопримечательности
В селе расположена недействующая Церковь Богоявления Господня (1812).